# 日本皇位繼承順位
日本皇位繼承順序是依據皇室典範內規定的皇位繼承順序所排出的日本皇室繼承皇位的順位。

## 相關法條
現行日本國憲法中規定日本皇位為世襲制，而關於世襲方法則國會所議決的皇室典範內容來決定。現行皇室典範中規定只有男性皇族才擁有皇位繼承權，繼承順序依序為：
1. 皇長子
2. 皇長孫
3. 皇長子之其他子孫
4. 皇次子及其子孫
5. 其他皇子孫
6. 皇兄弟及其子孫
7. 皇伯叔父及其子孫
8. 其他皇族

## 現在的日本皇位繼承順序
- 昭和天皇（1901年－1989年）
  -  上皇明仁（1933年－）
    -  今上天皇德仁（1960年－）
    - (1) 秋篠宮文仁親王（1965年－）
      - (2) 悠仁親王（2006年－）

  - (3) 常陸宮正仁親王（1935年－）